# ニコラ・ロペス
ニコラ・ロペス（Nicolas Lopez 1980年11月14日- ）はフランスミディ＝ピレネー地域圏タルブ出身のフェンシング選手。種目はサーブル。

## 経歴
2006年のフェンシング世界選手権サーブル団体でウクライナを破り金メダルを獲得した。
2008年、北京オリンピックの男子サーブル個人では決勝で中国の仲満に9-15で敗れて、銀メダルを獲得した。団体では決勝でアメリカ合衆国を破り金メダルを獲得した。